# Nassarius margaritifer
Nassarius margaritifer is een slakkensoort uit de familie van de Nassariidae. De wetenschappelijke naam van de soort is voor het eerst geldig gepubliceerd in 1847 door Dunker.